# Oligosoma kokowai
Oligosoma kokowai — вид сцинкоподібних ящірок родини сцинкових (Scincidae). Ендемік Нової Зеландії.

## Поширення і екологія
Ophiomorus kokowai мешкають на півночі Південного острова, зокрема у Національному парку Кахурангі. Вони живуть в сухих чагарникових і кам'янистих місцевостях, а також на субальпійських луках, на висоті до 1600 м над рівнем моря. Ведуть денний спосіб життя.